# Хенс, Паскаль
Паскаль Хенс (нем. Pascal Hens; род. 28 марта 1980, Даун) — немецкий гандболист, известен по выступлению за клуб «Гамбург» и сборную Германии.

## Карьера

### Клубная
Паскаль Хенс воспитанник клуба Костхейм. Первый профессиональный контракт Паскаль Хенс заключил с клубом Айнтрахт из Висбадена. На следующий сезон Паскаль Хенс перешёл в клуб Валлау/Массенхейм. В сезоне 2000/01 Валлау/Массенхейм в бундеслиге по итогам сезона, занял 4 место. В 2003 году, Паскаль Хенс перешёл в Гамбург за 13 сезонов в котором он выиграл чемпионат Германии, Лигу чемпионов ЕГФ, кубок Германии, суперкубок Германии. В начале 2016 года, в связи с отзывом лицензии у клуба Гамбург, Паскаль Хенс переходит в клуб Миттьюлланн, где доиграл до конца сезона 2015/16. В июле стало известно, что Паскаль Хенс заключил контракт с клубом Балинген.

### В сборной
В сборной Паскаль Хенс сыграл 199 матча и забил 565 голов. Паскаль Хенс дебютировал в сборной 13 марта 2001 года, в матче против Норвегии.

## Титулы
Командные
- Победитель Лиги чемпионов ЕГФ: 2013
- Обладатель Кубка обладателей кубков ЕГФ: 2007
- Обладатель кубка Германии: 2006, 2010
- Победитель бундеслиги: 2011
- Победитель суперкубка Германии: 2004, 2006, 2009, 2010
- Обладатель кубка Дании: 2016
- Чемпион мира: 2007
- Чемпион Европы: 2004
- Серебряный призёр Олимпийских игр: 2004

## Статистика
Статистика Паскаля Хенса в сезоне 2016/17 указана на 29.6.2017
| Сезон                   | Клуб                 | Лига       | Матчи | Голы | 7-метр | Голы |
| ----------------------- | -------------------- | ---------- | ----- | ---- | ------ | ---- |
| 2002/03                 | Валлау/Массенхейм    | Бундеслига | 25    | 113  | 0      | 113  |
| 2003/04                 | Гамбург              | Бундеслига | 26    | 106  | 0      | 106  |
| 2004/05                 | Гамбург              | Бундеслига | 14    | 54   | 0      | 54   |
| 2005/06                 | Гамбург              | Бундеслига | 34    | 159  | 1      | 158  |
| 2006/07                 | Гамбург              | Бундеслига | 31    | 142  | 0      | 142  |
| 2007/08                 | Гамбург              | Бундеслига | 33    | 158  | 0      | 158  |
| 2008/09                 | Гамбург              | Бундеслига | 21    | 81   | 0      | 81   |
| 2009/10                 | Гамбург              | Бундеслига | 30    | 93   | 0      | 93   |
| 2010/11                 | Гамбург              | Бундеслига | 31    | 84   | 0      | 84   |
| 2011/12                 | Гамбург              | Бундеслига | 33    | 103  | 0      | 103  |
| 2012/13                 | Гамбург              | Бундеслига | 28    | 88   | 0      | 88   |
| 2013/14                 | Гамбург              | Бундеслига | 28    | 69   | 0      | 69   |
| 2014/15                 | Гамбург              | Бундеслига | 35    | 86   | 0      | 86   |
| 2016/17                 | Балинген-Вейлстеттен | Бундеслига | 16    | 19   | 0      | 19   |
| 2002—2015, 2016-по н.в. | Итого                | Бундеслига | 385   | 1355 | 1      | 1354 |